# Muzeum ve Frenštátě pod Radhoštěm
Muzeum ve Frenštátě pod Radhoštěm se nachází v historické klasicizující neorenesanční budově bývalé chlapecké základní školy z roku 1876 zapsané v ústředním seznamu kulturních památek, v centru města na Horní ulici čp. 220.
Frenštátské muzeum je jednou z několika poboček příspěvkové organizace Muzea Novojičínska, která působí v rámci okresu Nový Jičín. Stálá muzejní prezentace v podobě moderních expozic je věnována historii, lidové kultuře, umění i přírodě regionu Frenštátsko. Celková plocha stálých expozic zabírá více než 1000 m² a trvale je vystaveno přes 1000 kusů sbírkových předmětů.
Celý objekt je bezbariérově upraven.

## Historie muzea
První základy Muzea ve Frenštátě pod Radhoštěm souvisely s přípravami a sběrem předmětů na pražskou Národopisnou výstavu českoslovanskou uskutečněnou v roce 1895. Zásluhu na sběratelské činnosti nesl pedagog, spolkový činovník, vlastivědný pracovník, historik a publicista Jiří Felix (1856–1926), který v roce 1892 prosadil založení místního Národopisného odboru. Jiří Felix ve spolupráci se školami, spolky a institucemi shromáždil národopisné sbírky z Frenštátska (většinou se jednalo o valašské kroje, lidové nářadí a nábytek). Odboru se ještě téhož roku v srpnu podařilo uspořádat Národopisnou, průmyslovou, školskou a uměleckou výstavku v budově tehdejší chlapecké školy (dnešním sídle muzea), kterou vidělo tisíce návštěvníků z širokého okolí.
Národopisný odbor svou činnost končil v roce 1897 a veškerý jeho majetek včetně 80 sbírkových předmětů byl odevzdán městu jako základ budoucího městského muzea. V následujících letech počet sbírkových předmětů narůstal. Rozrostl se o pozůstalost Jiřího Felixe a přibyla také sbírka pátera Josefa Slavíčka (1866–1944), jeho kolekce výklenkových sošek z regionu Frenštátska, sbírka knoflíků, broží a spínadel pečlivě sestavena do nejrůznějších obrazů na kartonových položkách a podmalby na skle. V roce 1934 byly sbírky vystaveny na Krajinské výstavě Moravskoslezského Pobezkydí ve Frenštátě, opět v budově chlapecké školy.
I přes náznaky možnosti otevření muzea v prvních letech nového století, nejstarší městské muzeum ve Frenštátě vzniklo teprve roku 1951. Muzejní komise v čele se správcem sbírek Bohumírem Strnadlem – Četynou získala budovu v Horní ulici čp. 215 (dnes už tento dům nenajdeme, byl zbourán při přestavbě města v 2. polovině 20. století). Muzeum bylo otevřeno se zpožděním 54 let - 25. prosince 1951 v 9 hodin dopoledne a jeho prvním ředitelem se stal Alois Zbavitel. Během jeho působení se rozšířily muzejní sbírky o několik desítek tisíc kusů, rozšířila se muzejní knihovna a roku 1954 začalo muzeum vydávat vlastivědný časopis nesoucí název Hlasy okresního musea ve Frenštátě pod Radhoštěm.
Budova na Horní ulici začala postupně muzeu nedostačovat, proto se v roce 1959 muzeum přemístilo do druhého patra městské radnice na frenštátském náměstí Míru čp. 1, kde sídlilo až do roku 2002. V roce 1965 se frenštátské muzeum stalo pobočkou Vlastivědného ústavu v Novém Jičíně (později Okresního muzea v Novém Jičíně – dnes Muzea Novojičínska).
Muzeum nadále hledalo vhodnější a důstojnější prostory pro své sbírky a našlo je až v roce 2007, kdy město Frenštát nabídlo muzeu budovu bývalé chlapecké školy z roku 1876. Budova prošla rozsáhlou rekonstrukcí financovanou z fondů Evropské unie a zřizovatele muzea Moravskoslezského kraje a vznikly tak moderní expozice s vystavenými exponáty. Muzeum bylo slavnostně otevřeno 16. června 2007.
Dnes muzeum nabízí, kromě prohlídky stálých expozic a výstav, řadu akcí určených pro širokou veřejnost. Jedná se o nejrůznější besedy a odborné přednášky, které probíhají pravidelně v podkroví muzea, včetně každoročně pořádané Frenštátské muzejní noci. Své služby muzeum poskytuje také mateřským, základním a středním školám, kterým nabízí nejrůznější edukační programy zaměřené na historii, kulturu, přírodu a umění regionu Frenštátsko. Oblíbené jsou již tradiční vánoční a velikonoční programy přibližující žákům lidové tradice.

## Hlasy Muzea ve Frenštátě pod Radhoštěm
Muzeum ve Frenštátě pod Radhoštěm společně s Muzejní a vlastivědnou společností ve Frenštátě pod Radhoštěm vydává vlastivědné periodikum Hlasy Muzea ve Frenštátě pod Radhoštěm. Časopis pod názvem Hlasy okresního musea ve Frenštátě p. R. začal vycházet v letech 1954-1962. V roce 1962 na dlouhá léta vydávání časopisu utichlo. K obnovení časopisu došlo až v roce 1992 zásluhou Muzejní a vlastivědné společnosti ve Frenštátě pod Radhoštěm. Periodikum začalo vycházet pod novým názvem Hlasy muzea a archivu ve Frenštátě pod Radhoštěm a pod vedením tehdejšího vedoucího muzea Jiřího Klučky. V následujících letech časopis vydávala Muzejní a vlastivědná společnost ve Frenštátě pod Radhoštěm, spolu s Okresním vlastivědným muzeem a Státním okresním archivem v Novém Jičíně. Od roku 2006 časopis vydává Muzeum Novojičínska, p. o – pobočka Muzeum ve Frenštátě pod Radhoštěm pod názvem Hlasy muzea ve Frenštátě pod Radhoštěm a jeho editorkou je vedoucí muzea Mgr. Alena Figarová. Hlasy vycházejí pravidelně jednou ročně v rozsahu asi 100 stran. Články jsou zaměřeny na historii města Frenštátu pod Radhoštěm a region Frenštátska. Periodikum lze zakoupit v Muzeu ve Frenštátě p. R. nebo v Muzeu Novojičínska v Novém Jičíně.

## Expozice muzea
Muzeum Frenštát pod Radhoštěm nabízí 9 stálých expozic, které dokumentují historii města, národopis, počátky organizované turistiky a tělovýchovy, přírodní poměry, tkalcovskou výrobu, vystěhovalectví a výtvarné umění v regionu Frenštátsko. Dále veřejnosti nabízí dvě výstavní síně pro krátkodobé výstavy.

### Paměť města

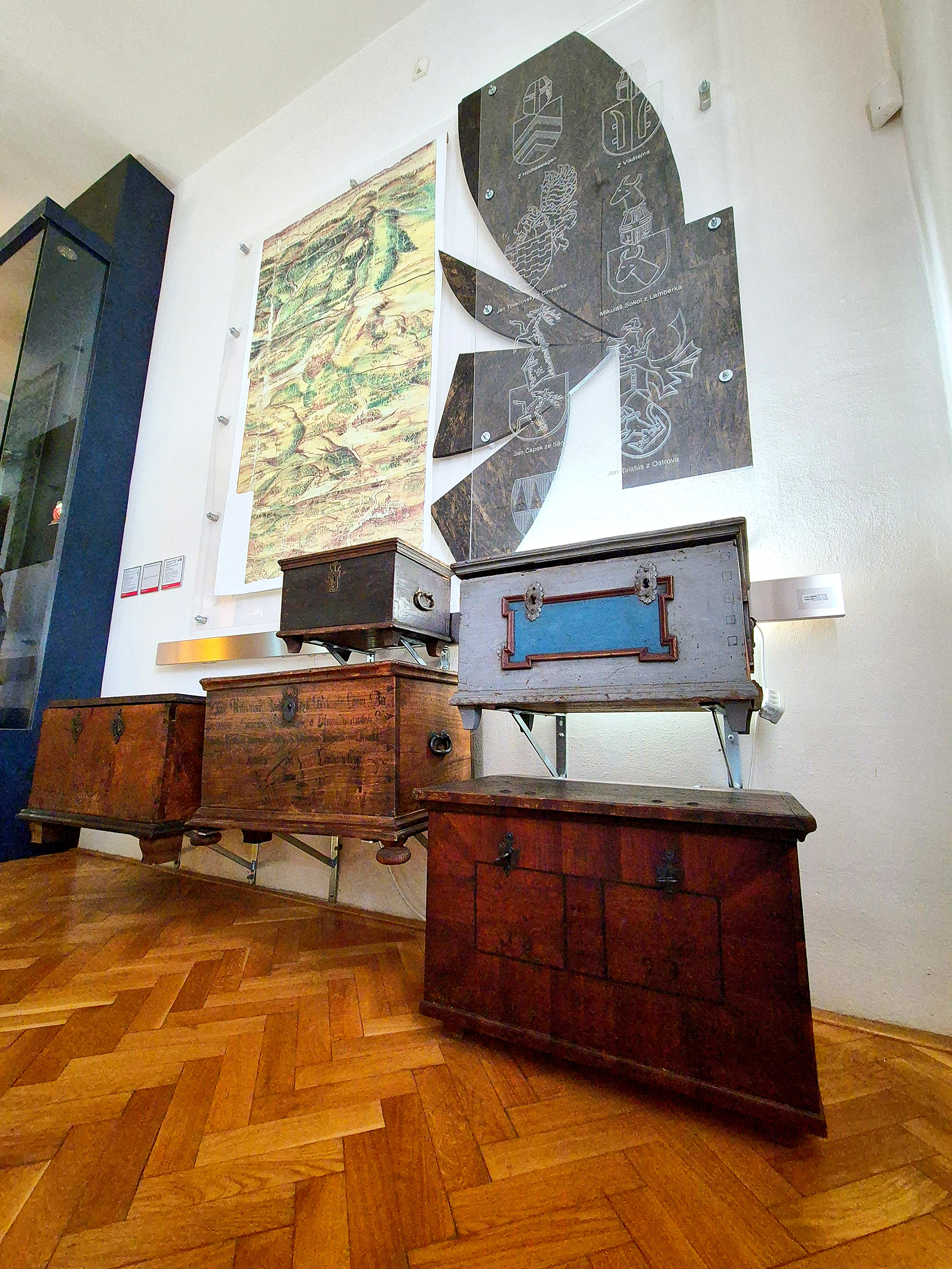
Pohled do expozice Paměť města

Úvodní expozice muzea nese název Paměť města a je věnována nejstarší historii města Frenštátu pod Radhoštěm od dob před první písemnou zmínkou o Frenštátu z roku 1382. V expozici jsou vystaveny nejstarší listiny, které se pojí k počátkům historie města. Dále zde naleznete městský znak a pečetidla se sv. Martinem, patronem města. Nacházejí se tady předměty charakterizující nejstarší městské cechy a valašskou kolonizaci, která na zdejším území probíhala od konce 15. století. Zajímavostí je podoba stylizované věže hradu Šostýn, kde jsou vystaveny předměty nalezené během archeologických nálezů v areálu hradní zříceniny.

### Jitřenka východu

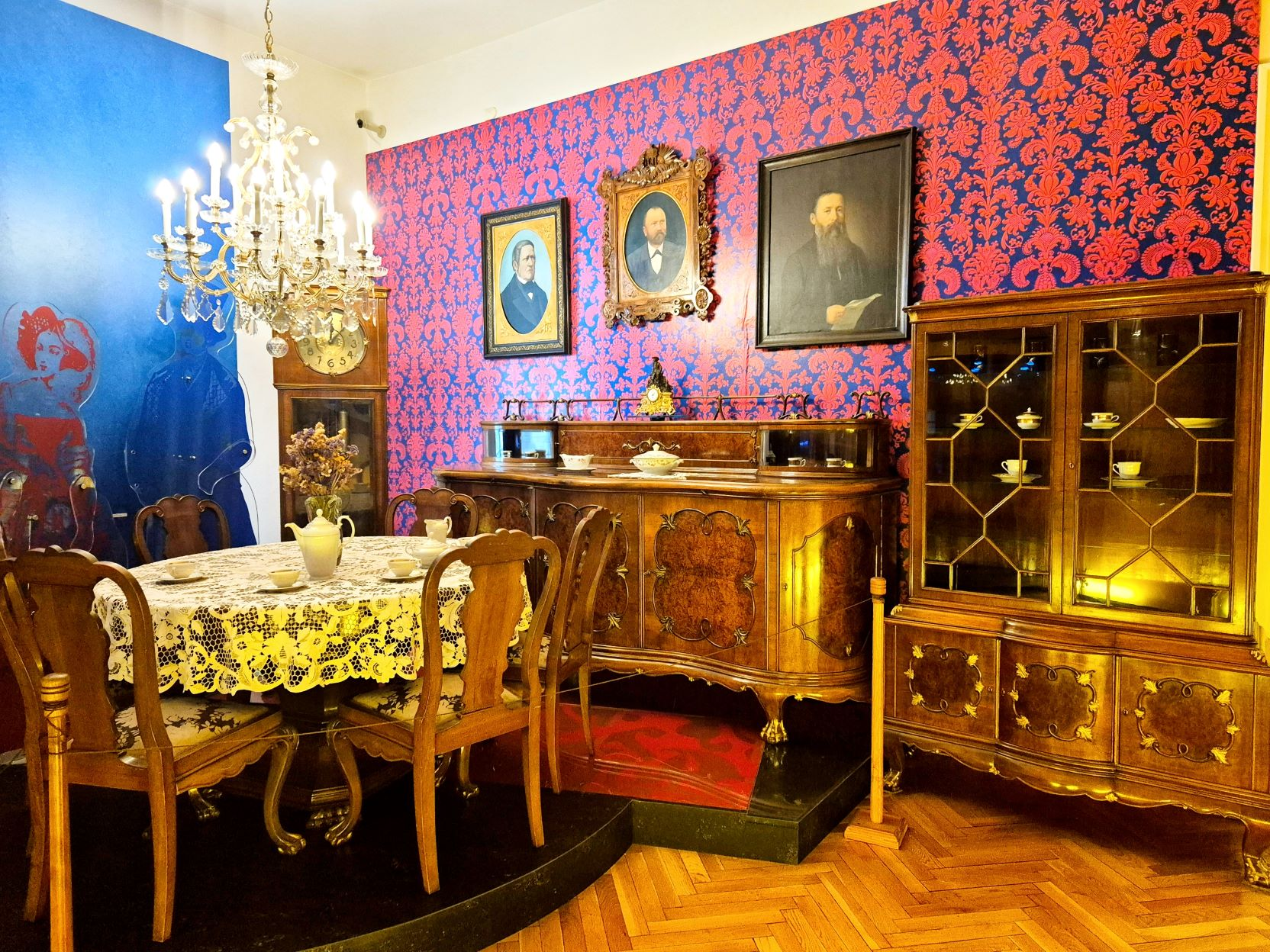
Expozice Jitřenka východu

Historii 2. poloviny 19. století dokládají historické fotografie, které dokumentují proměnu města a jeho historického jádra do dnešní podoby. V tomto období se budovala moderní městská infrastruktura, mosty, komunikace, železniční trať (v provozu od 1889) a nádraží (1888). Roku 1891 byla postavena reprezentativní radnice, vznikaly textilní továrny a jiné významné objekty. Fotografie dokládají také změnu veřejné státní správy a politiky a řadu spolků, které v té době vznikaly (sbor dobrovolných hasičů, divadelní ochotníci, Matice radhošťská), z nichž nejvýznamnější byla Občanská beseda, kterou založil starosta města Valentin Kostelník. Hlavní místo v expozici Jitřenka východu zaujímá nábytek a lustr z tzv. literárního salónu Bohušky Křenkové (vnučky osvíceného politika a vlastence V. Kostelníka) z domu č. 20 na náměstí, kde rodina Křenkova hostila řadu celebrit, mimo jiné např. Františka Palackého. K atraktivním exponátům patří sbírka knoflíků, broží a spínadel vášnivého sběratele pátera Josefa Slavíčka, buben s paličkami, který se používal při ohlašování úředních vyhlášek nebo umělecky vyřezávané židle s vlasteneckými motivy od místního sochaře a řezbáře Jana Knebla. K vzácným dochovaným památkám patří např. vystavená dámská pelerínka nebo plesové hedvábné šaty z období biedermeieru.

### Kolébka české turistiky

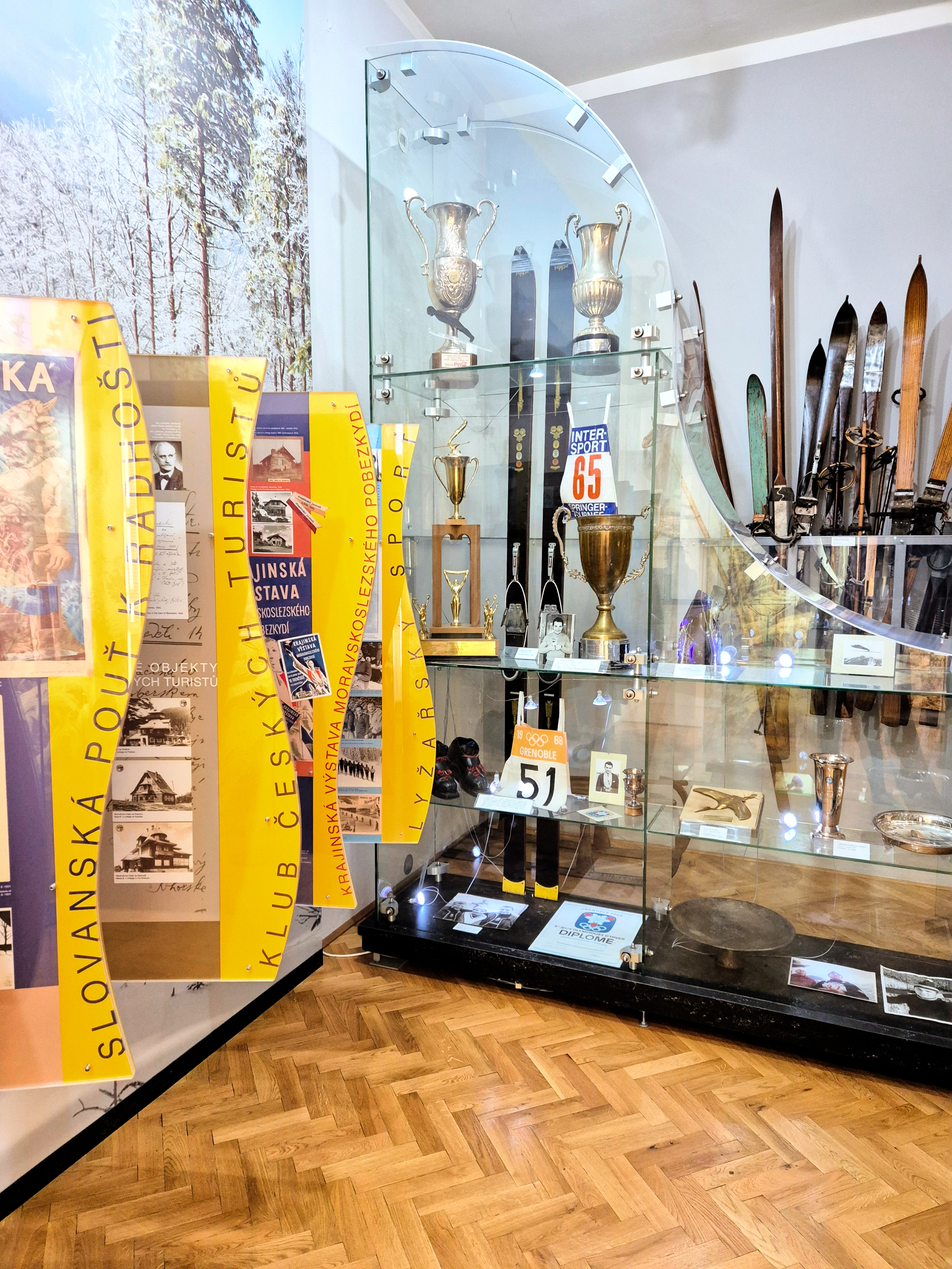
Pohled na vitrínu věnovanou Jiřímu Raškovi

V expozici je prezentován první český turistický spolek v Čechách i na Moravě, Pohorská jednota Radhošť založená v roce 1884 ve Frenštátě pod Radhoštěm. S tímto spolkem se pojí počátky turistiky i organizovaného lyžařského sportu v Beskydech, budování sjezdových i běžeckých tratí a skokanských můstků. Olympijskému vítězi a frenštátskému rodáku Jiřímu Raškovi je věnována vitrína ve tvaru skokanského můstku, kde jsou vystaveny jeho trofeje i lyže. Historii lyžařského sportu doplňuje informace ke vzniku a činnosti Tělocvičné jednoty Sokol a dalších sportovních organizací.

### Doteky přírody

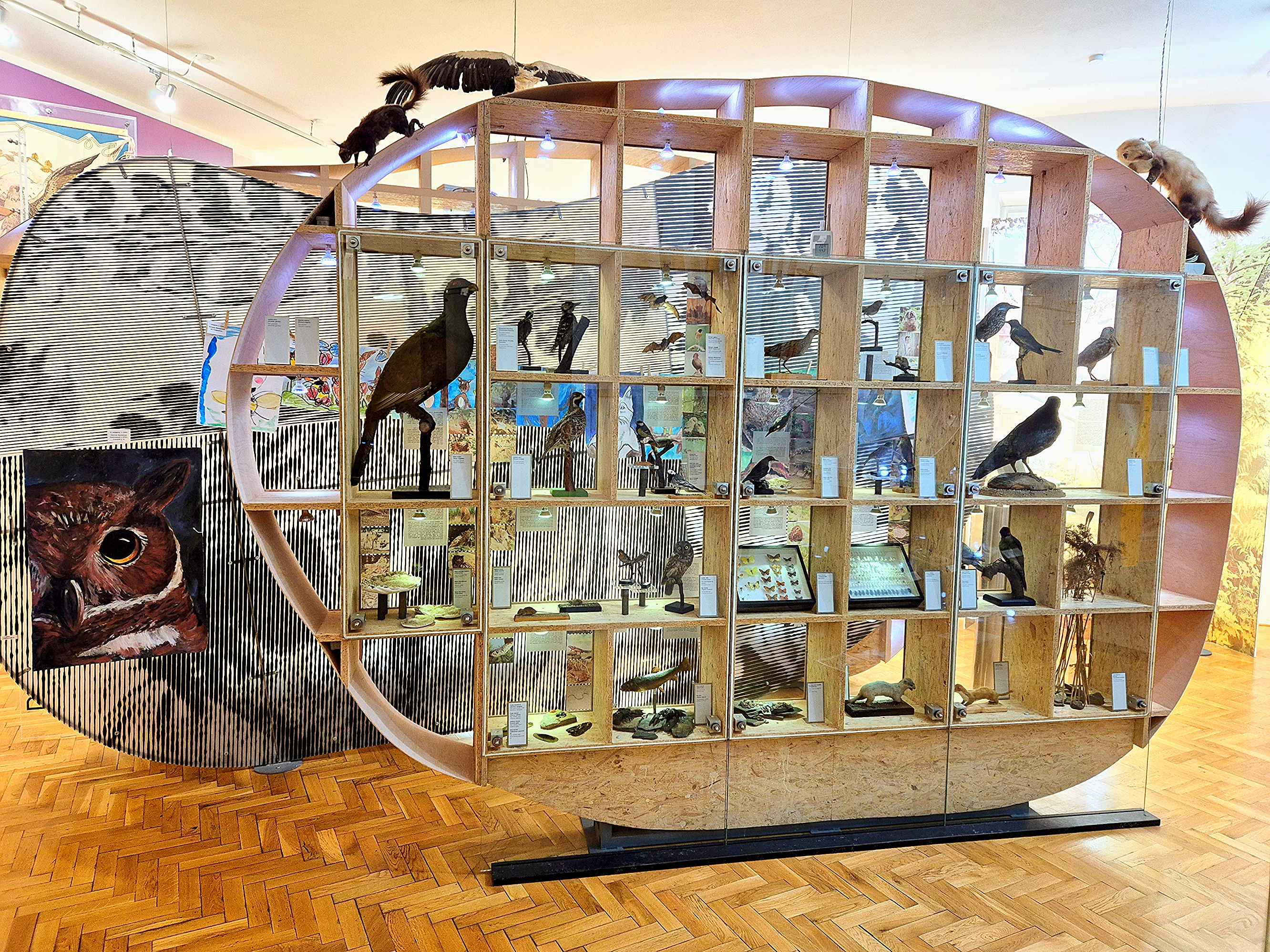
Pohled do expozice Doteky přírody

Tato expozice poskytuje základní vhled do geologické, botanické a zoologické situace zdejší krajiny. Z geologického pohledu zde najdete zkameněliny amonitů, mlžů či rostlin, které se našly v 16. až 19. století při těžbě železných rud na Frenštátsku i v okolí. V dalších vitrínách se nacházejí dermoplastické modely živočichů – především ptáků a savců. Mezi 25 druhy ptáků naleznete např. vzácného tetřeva hlušce, jeřábka lesního či puštíka bělavého. Expozice je doprovázena lesní i nelesní vegetací podhůří.

### Pánbu, všichni svatí a ti druzí

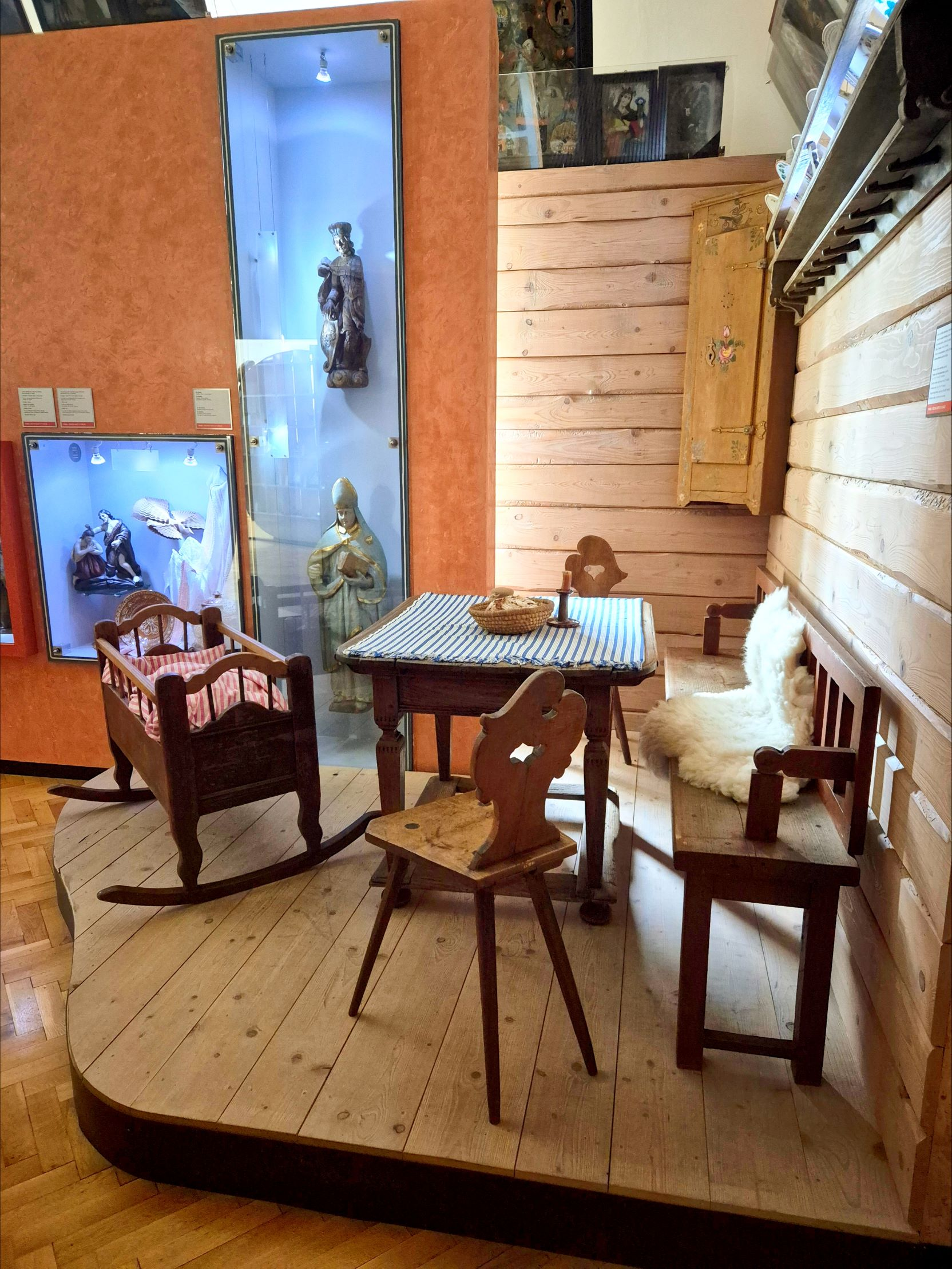
Expozice Pánbu, všichni svatí a ti druzí

Expozice nabízí pohled do života vesnických rodin, přesněji na lidové, ale i umělecké projevy Frenštátska na přelomu 19. a 20. století a je rozdělena do tematických celků: Vánoce, Velikonoce, poutě, světci a čeští zemští patroni. Jsou zde vystaveny plastiky a podmalby na skle od anonymních tvůrců doplněné o autorská díla většinou z 2. poloviny 19. století. Velkou část expozice zaujímá tzv. svatý kout se stolem, lavicí a kolébkou, který umožňuje udělat si představu, jak vypadalo vybavení tehdejších domácností. Celek doplňují předměty denního užívání (např. máselnice, džbány, jařmo), práce místních amatérských řezbářů, dětské hračky, ale také výšivky. Zajímavostí je malovaný dřevěný houpací koník od Františka Kaděry vytvořený podle návrhu architekta Dušana Jurkoviče.

### Člunek zpívá

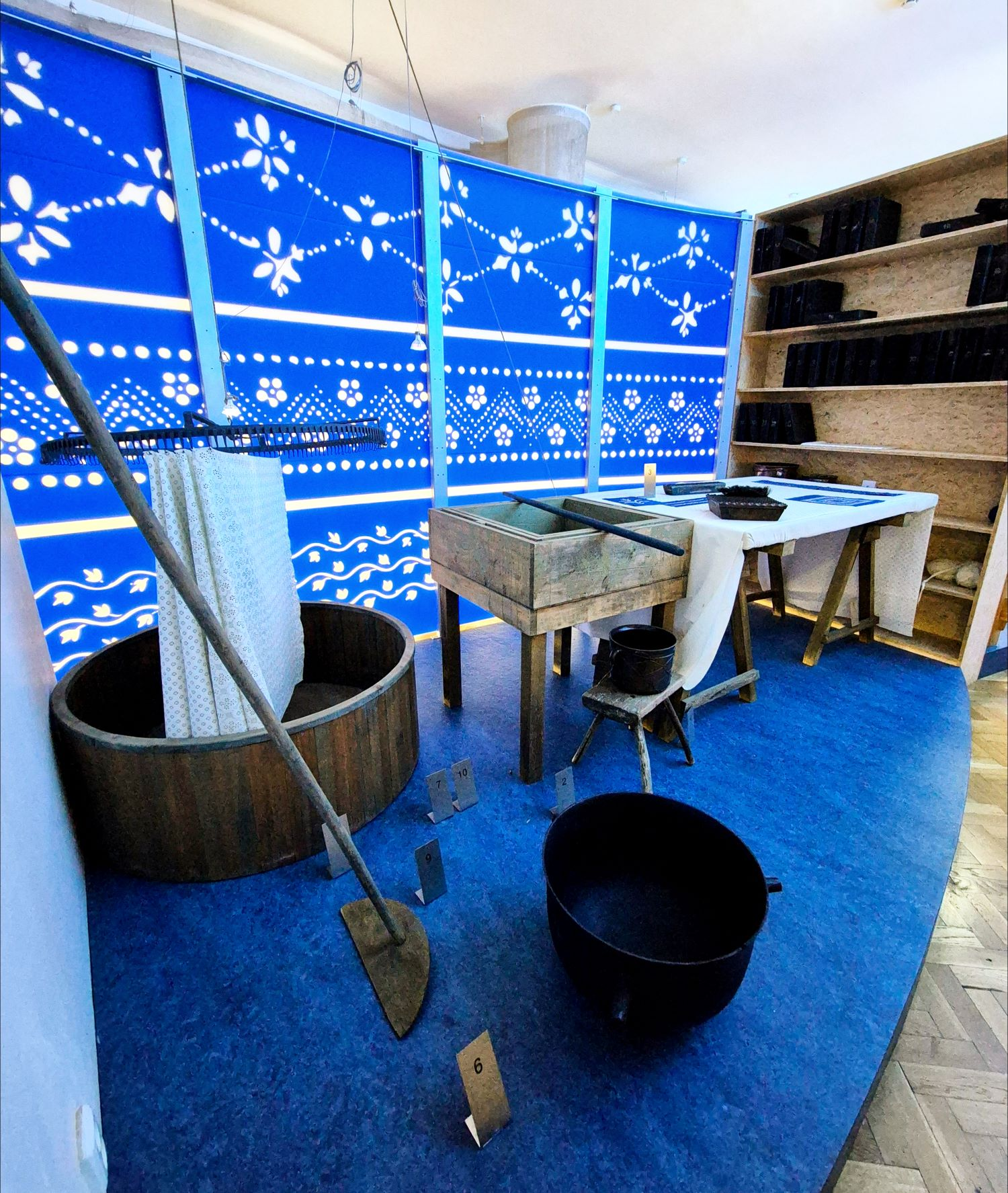
Pohled do expozice Člunek zpívá

Tkalcovský cech byl jedním z prvních a nejstarších ve městě, proto je tomuto řemeslu věnována další z expozic. Tkalcovství přinášelo obživu většině obyvatel Frenštátu a jeho okolí. Je zde prezentována jedinečná sbírka sedmi ručních tkalcovských stavů a nástrojů na přípravu příze. Návštěvník se může seznámit s výrobou plátna od zpracování lnu až po hotový výrobek a zájemci si mohou vyzkoušet tkaní na interaktivním tkalcovském stavu. Druhá část expozice je věnována barvířství a návštěvník tak může nahlédnout do dílny na výrobu modrotisku, který byl pro zdejší kraj typický. Vše doplňuje soubor ručních i strojových tiskařských forem, vzorníků látek a textilií. Součástí expozice jsou cechovní památky, fotografie, písemnosti a školní učebnice.

### Tam za mořem
Tato unikátní expozice se věnuje tématu vystěhovalectví zdejšího obyvatelstva do Ameriky, především Texasu, které podnítila průmyslová revoluce, hospodářské krize a válečné konflikty, jež spolu s neúrodou a nemocemi zasáhly celou Evropu v 19. století. Vystěhování pro řadu lidí znamenalo naději v lepší život. V Texasu tak najdeme např. osady Frenstat, Frydek, Vsetin, Roznov, Hostyn nebo Praha. V tomto severoamerickém státě uvádí až 150 tisíc občanů český původ, z nichž plných 80 % pochází z Moravy. Expozice Tam za mořem ukazuje pomocí dokumentů, pohlednic, plakátů, fotografií a předmětů z Texasu příčiny této emigrace, podmínky k vycestování, přibližuje zpravidla strastiplnou plavbu přes oceán, nelehké osidlování nové krajiny a život krajanských komunit.

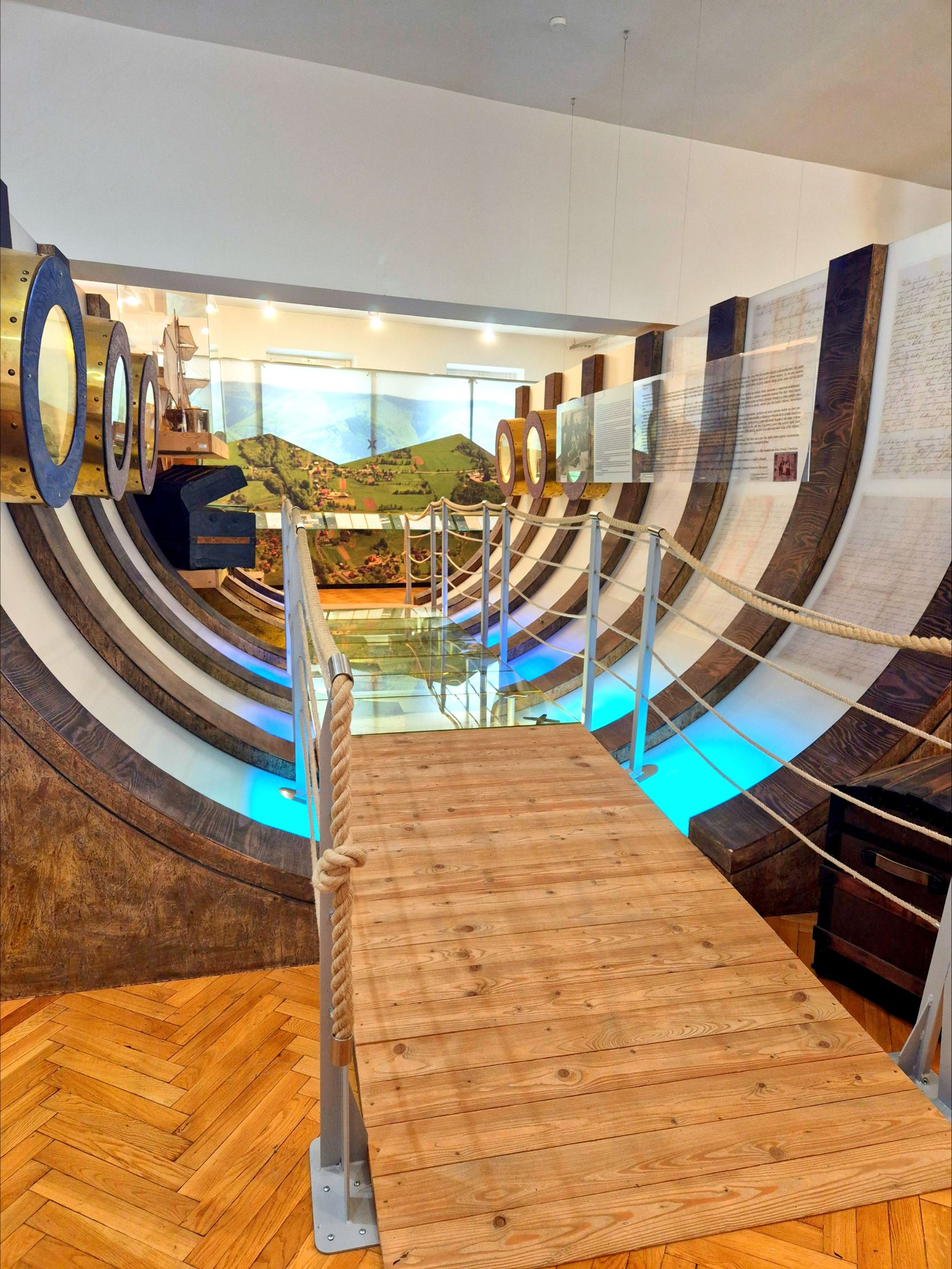
Pohled do expozice Tam za mořem

V roce 2012 věnovali potomkové někdejších emigrantů velké množství exponátů včetně nástrojů a vozu na sklizeň bavlny, které jsou součástí této expozice. Společně s předměty ze sbírek muzea (zemědělské nástroje, náčiní k vaření, lodní kufry) nabízí poučný a přitažlivý pohled k jedné z kapitol historie regionu a česko-amerických vzájemných vztahů.

### Střelecký spolek
Expozice Střelecký spolek obsahuje soubor 32 malovaných terčů, včetně královských terčů a několika střeleckých pušek, tzv. „terčovnic“, které jsou památkou na frenštátský střelecký spolek, který byl založen v roce 1835. Jeho členové, především zámožní měšťané, obchodníci, továrníci, notáři, advokáti, učitelé, účetní a státní úředníci, vybudovali v letech 1850–1851 střelnici v blízkosti města, při níž byl provozován také hostinec s velkým sálem, který sloužil k pořádání plesů a tanečních zábav, dnes je budova známá jako Restaurace Střelnice.

### Pod Radhoštěm domov můj
V podkrovní galerii jsou prezentovány obrazy, kresby, grafika, sochy, fotografie a plakáty regionálních umělců. Patří mezi ně např. malíř a ilustrátor Antonín Strnadel, malíř Břetislav Bartoš a americký sochař, místní rodák Albín Polášek, a také fotograf Josef Sudek, který zdejší kraj často navštěvoval.
Expozice je v současné době[kdy?] uzavřena.